# Rüştü Reçber
Rüştü Reçber (eller bare Rüştü) (født 10. maj 1973 i Antalya, Tyrkiet) er en tyrkisk tidligere fodboldspiller, der spillede som målmand hos Beşiktaş JK, Antalyaspor, Fenerbahce SK og FC Barcelona. Han besidder landskampsrekorden for Tyrkiets landshold, og tilhørte i en årrække verdenseliten blandt målmænd. 
Rüştü kom til Beşiktaş JK i 2007 fra ligarivalerne Fenerbahçe SK, som på nær et etårigt ophold hos FC Barcelona i Spanien havde været hans klub de foregående 13 sæsoner. Han startede karrieren hos Antalyaspor i sin hjemby. Med Fenerbahçe vandt Rüştü fire tyrkiske mesterskaber, og en enkelt pokaltitel.
Rüştü blev i 2004 udvalgt til FIFA 100, en kåring af de 125 bedste nulevende fodboldspillere gennem historien.

## Landshold
Rüştü står (pr. maj 2009) noteret for intet mindre end 119 for Tyrkiets landshold, som han debuterede for i år 1994. Han var efterfølgende en del af den tyrkiske trup der vandt bronze ved VM i 2002, og nåede semifinalerne ved EM i 2008. Derudover deltog han også ved EM i 1996, EM i 2000 samt Confederations Cup i 2003.

## Titler
Tyrkisk mesterskab
- 1996, 2001, 2005 og 2007 med Fenerbahçe SK

Tyrkisk pokaltitel
- 1998 med Fenerbahçe SK